# 布德里

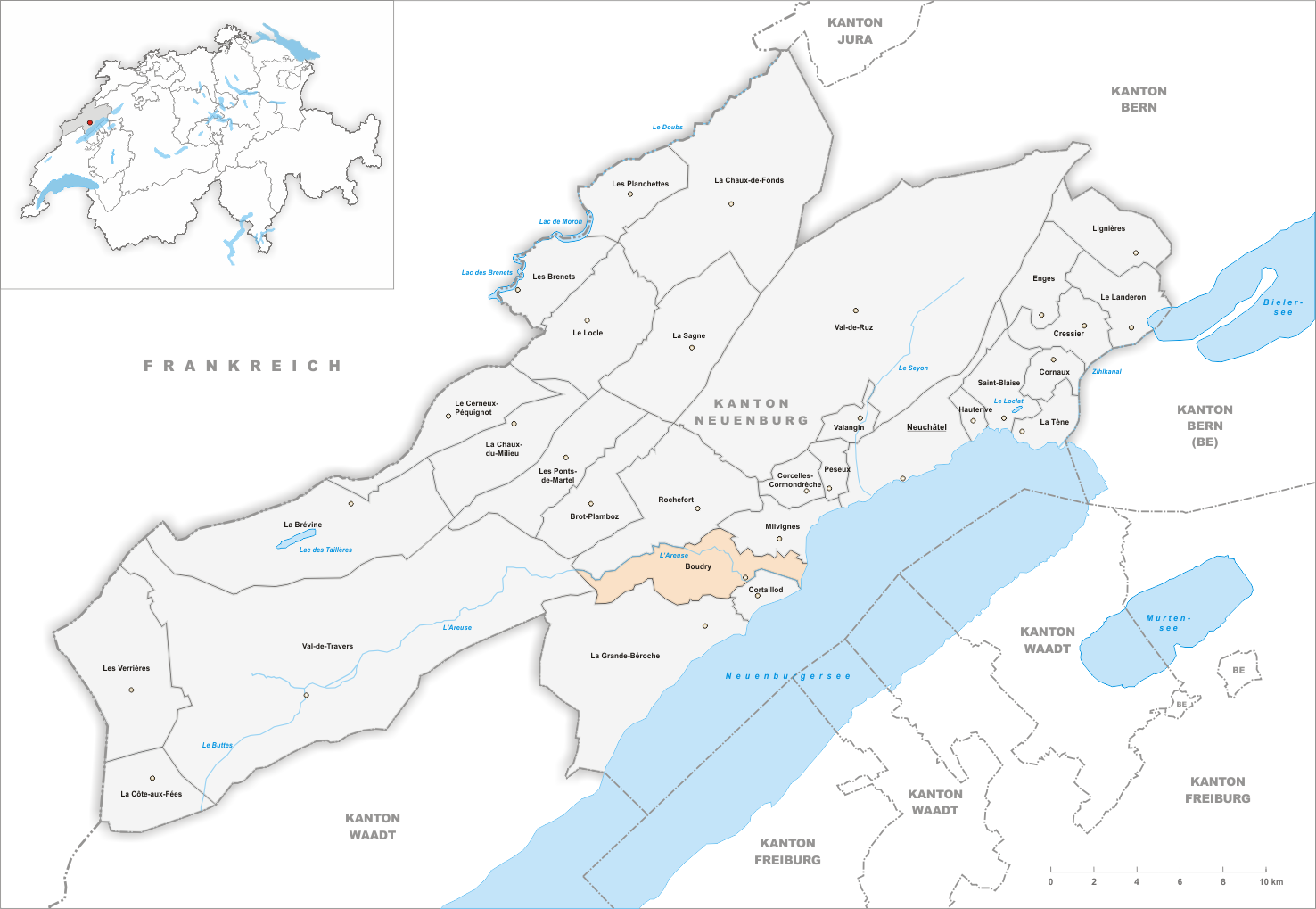
布德里市地图

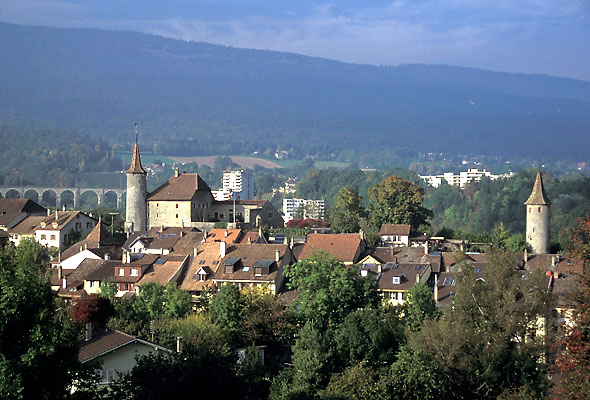
布德里市风光

布德里（法語：Boudry）是瑞士联邦的城镇，位於該國西部，由納沙泰爾州負責管轄，面積为16.78平方公里，海拔高度460米，2017年12月31日人口为6,124人，其中四成居民信奉基督教。

## 名人
- 让-保尔·马拉

## 友好城市
- 法國武若库尔